# Zdeněk Jurásek
Zdeněk Jurásek (ur. 21 listopada 1975 w Uherskim Ostrohu) – czeski hokeista.

## Kariera
- HK 36 Skalica (1995-2001)
- Stoczniowiec Gdańsk (2001-2002)
- Hvezda Brno (2002-2003)
- Stoczniowiec Gdańsk (2003-2008)
- SHK Hodonín (2008-2016)
  -  ESV Königsbrunn (2012)

W sierpniu 2008 Stoczniowiec Gdańsk rozwiązał z nim kontrakt z powodu przebytego na początku tego roku zawału serca. Zawodnik wrócił do Czech i występował w klubie z Hodonína.